# Be Free!
Be Free! (BE FREE!?) è un manga di Tatsuya Egawa, pubblicato in Giappone nel 1984 da Kōdansha. Nel 2002 è stato pubblicato in Italia da Dynamic Italia all'interno della collana Manga Pop, in 12 volumi. Be Free! rappresenta l'opera di debutto di Egawa, e si incentra sulla storia di un insegnante dai modi poco ortodossi che lotta per far fronte ad una scuola altamente irregimentata.
Nel 1995 l'autore realizzò Be Free! Returns, esperimento che univa fumetto e fotoromanzo. In quell'episodio speciale, il prof. Sasanishiki veniva corteggiato da una studentessa interpretata da una modella in carne ed ossa. Fu pubblicato anche in Italia, sul primo numero di Erotikappa (datato settembre 1997).

## Trama
Akira Sasanishiki è un giovane e bizzarro insegnante di matematica in un liceo giapponese, innamorato della sua timida collega Keiko Shimamoto. Akira viene continuamente coinvolto in numerose avventure per risolvere i problemi, sentimentali e non, dei suoi studenti. I suoi metodi didattici poco ortodossi, infatti, lo rendono molto popolare fra gli alunni.